# 13. ceremonia wręczenia Orłów
13. ceremonia wręczenia Orłów za rok 2010, miała miejsce 7 marca 2011 roku, w Teatrze Polskim w Warszawie. Ceremonię wręczenia nagród poprowadził Łukasz Garlicki.
Ogłoszenie nominacji do nagród nastąpiło 7 lutego br. O nominację do nagrody tegorocznie ubiegała się rekordowa dotychczas liczba filmów – mianowicie 32 tytuły. Polskie Nagrody Filmowe zostały wręczone w siedemnastu kategoriach.
W tym roku najwięcej nominacji otrzymał film Wszystko, co kocham w reżyserii Jacka Borcucha, który nominowany został w ośmiu kategoriach. O siedem nagród ubiegać się mogły dwa filmy: Essential Killing Jerzego Skolimowskiego oraz Joanna w reżyserii Feliksa Falka. Sześć nominacji przyznano również dwóm filmom: Wenecji Jana Jakuba Kolskiego oraz Różyczce Jana Kidawy-Błońskiego. W kategorii najlepszy film nominowane zostały filmy: Wszystko, co kocham, Essential Killing oraz Różyczka.
W kategorii najlepszy film europejski nominowany został film Śmierć w Wenecji z 1971 roku. Możliwość ta zaistniała, ponieważ dystrybutor wprowadził film ponownie do kin w 2010 roku.
O nagrodę w kategorii najlepsza główna rola kobieca ubiegały się: Urszula Grabowska, za rolę w filmie Joanna, Magdalena Boczarska, za udział w filmie Różyczka. Dla obu aktorek to pierwsze nominacje do Polskich Nagród Filmowych. Kategorię tę zamyka Olga Frycz, nominowana za rolę w filmie Wszystko, co kocham. Dla aktorki to trzecia nominacja do nagrody.
W kategorii najlepsza główna rola męska, czwartą nominację w karierze otrzymał Robert Więckiewicz, za rolę w filmie Różyczka (aktor jest już laureatem dwóch Orłów). Pozostali nominowani w tej kategorii, to: amerykański aktor Vincent Gallo, który zagrał w filmie Essential Killing oraz Mateusz Kościukiewicz, nominowany za rolę w filmie Wszystko, co kocham (Kościukiewicz tegorocznie otrzymał również nominację w kategorii odkrycie roku). Dla obu aktorów to pierwsze nominacje do nagrody.
W kategorii najlepsza drugoplanowa rola kobieca, dziesiątą nominację do Orłów otrzymała aktorka Kinga Preis, która tym samym jest najczęściej nominowanym do nagrody filmowcem. W tym roku nominację otrzymała za rolę w filmie Joanna. W tym samym filmie wystąpiła również nominowana (po raz piąty) Stanisława Celińska. Kategorię zamyka Magdalena Cielecka i jej rola w filmie Wenecja (dla aktorki to czwarta nominacja do nagrody).
O nagrodę w kategorii drugoplanowej roli męskiej po raz siódmy w karierze ubiegał się aktor Jan Frycz, w tym roku nominowany za rolę w filmie Różyczka. Pozostali nominowani w tej kategorii to: Andrzej Chyra za udział w filmie Wszystko, co kocham (piąta nominacja do Orłów) oraz Adam Woronowicz za film Chrzest (druga nominacja w karierze).
Ósmą nominację w karierze, za najlepszy dźwięk, otrzymał Nikodem Wołk-Łaniewski.
Najwięcej nagród – po 4 – otrzymały dwa filmy: Wenecja Jana Jakuba Kolskiego oraz Essential Killing Jerzego Skolimowskiego, który otrzymał nagrody m.in. za najlepszy film i reżyserię. Trzy nagrody przyznano filmowi Wszystko, co kocham Jacka Bromskiego, który otrzymał nagrodę za najlepszy scenariusz.
Najlepsze role kobiece zagrały aktorki filmu Joanna: Urszula Grabowska (rola główna) oraz Stanisława Celińska (rola drugoplanowa). Nagrodę za główną rolę męską otrzymał Robert Więckiewicz za film Różyczka (trzecia nagroda w karierze). Orła za najlepszą drugoplanową rolę męską otrzymał Adam Woronowicz, za grę w filmie Chrzest.
Orła za osiągnięcia życia otrzymał Tadeusz Chmielewski.

## Laureaci i nominowani
Laureaci nagród wyróżnieni są wytłuszczeniem

### Najlepszy film
Reżyser / Producenci / Koproducenci – Film
- Jerzy Skolimowski / Jerzy Skolimowski i Ewa Piaskowska – Essential Killing
  - Jan Kidawa-Błoński / Włodzimierz Niderhaus / Mariusz Łukomski i Magdalena Kubicka – Różyczka
  - Jacek Borcuch / Jan Dworak, Kamila Polit i Renata Czarnkowska-Listoś – Wszystko, co kocham

### Najlepszy film europejski
Reżyser – Film • Kraj produkcji
- Roman Polański – Autor widmo • Francja, Niemcy, Wielka Brytania
  - Jacques Audiard – Prorok • Francja, Włochy
  - Luchino Visconti – Śmierć w Wenecji • Francja, Włochy

### Najlepsza reżyseria
- Jerzy Skolimowski − Essential Killing
  - Feliks Falk − Joanna
  - Jacek Borcuch − Wszystko, co kocham

### Najlepszy scenariusz
- Jacek Borcuch − Wszystko, co kocham
  - Jerzy Skolimowski, Ewa Piaskowska − Essential Killing
  - Feliks Falk − Joanna

### Najlepsza główna rola kobieca
- Urszula Grabowska − Joanna
  - Magdalena Boczarska − Różyczka
  - Olga Frycz − Wszystko, co kocham

### Najlepsza główna rola męska
- Robert Więckiewicz − Różyczka
  - Vincent Gallo − Essential Killing
  - Mateusz Kościukiewicz − Wszystko, co kocham

### Najlepsza drugoplanowa rola kobieca
- Stanisława Celińska − Joanna
  - Magdalena Cielecka − Wenecja
  - Kinga Preis − Joanna

### Najlepsza drugoplanowa rola męska
- Adam Woronowicz − Chrzest
  - Andrzej Chyra − Wszystko, co kocham
  - Jan Frycz − Różyczka

### Najlepsze zdjęcia
- Artur Reinhart − Wenecja
  - Adam Sikora − Essential Killing
  - Adam Sikora − Las

### Najlepsza muzyka
- Paweł Mykietyn − Essential Killing
  - Zygmunt Konieczny − Święty interes
  - Daniel Bloom − Wszystko, co kocham

### Najlepsza scenografia
- Joanna Macha − Wenecja
  - Joanna Białousz − Różyczka
  - Anna Wunderlich − Śluby panieńskie

### Najlepsze kostiumy
- Małgorzata Zacharska − Wenecja
  - Magdalena Biedrzycka − Joanna
  - Małgorzata Braszka − Śluby panieńskie

### Najlepszy montaż
- Réka Lemhényi, Maciej Pawliński − Essential Killing
  - Cezary Grzesiuk − Różyczka
  - Piotr Kmiecik − Chrzest
  - Katarzyna Maciejko-Kowalczyk, Beata Liszewska − Las
  - Witold Chomiński − Wenecja

### Najlepszy dźwięk
- Jacek Hamela − Wenecja
  - Nikodem Wołk-Łaniewski, Grzegorz Lindemann − Fenomen
  - Wiesław Znyk, Joanna Napieralska − Joanna

### Odkrycie roku
- Mateusz Kościukiewicz − Wszystko, co kocham (Aktor)
  - Piotr Dumała − Las (Reżyser)
  - Arkadiusz Jakubik − Prosta historia o miłości (Reżyser)

### Nagroda publiczności
- Wszystko, co kocham, reż. Jacek Borcuch

### Nagroda za osiągnięcia życia
- Tadeusz Chmielewski

## Podsumowanie ilości nominacji
(Ograniczenie do dwóch nominacji)
8: Wszystko, co kocham
7: Essential Killing, Joanna
6: Różyczka, Wenecja
3: Las
2: Chrzest, Śluby panieńskie

## Podsumowanie ilości nagród
(Ograniczenie do dwóch nagród)
4: Essential Killing, Wenecja
3: Wszystko, co kocham
2: Joanna